# Psammoperca
Psammoperca is een monotypisch geslacht van straalvinnige vissen uit de familie van de reuzenbaarzen (Latidae).

## Soort
- Psammoperca waigiensis (Cuvier, 1828)